# Histeromorphus nogedensis
Histeromorphus nogedensis – gatunek chrząszcza z rodziny czarnuchowatych i podrodziny Pimeliinae.

## Taksonomia
Gatunek ten opisany został po raz pierwszy w 2014 roku przez Luboša Purcharta na łamach „Acta Entomologica Musei Nationalis Pragae”. Jako lokalizację typową wskazano wschodnie okolice Szaret Halma na nizinie Noged na jemeńskiej wyspie Sokotra.

## Morfologia
Chrząszcz o szeroko-owalnym ciele długości od 7,4 do 9,8 mm i szerokości od 5 do 5,8 mm, matowym, czarno ubarwionym. Głowa ma delikatnie i skąpo punktowaną powierzchnię, pionowo rozciągnięte i wąskie oczy, drobno punktowany nadustek o umiarkowanie falistej krawędzi przedniej i tylko lekko po bokach zaznaczony szew czołowo-nadustkowy. Znacznie szersze niż dłuższe przedplecze ma niemal proste kąty przednie, szeroko zaokrąglone brzegi boczne, rozwarte kąty tylne i gładką, niepunktowaną powierzchnię. Tarczka jest od zewnątrz niewidoczna. Szerokie pokrywy mają szeroko zaokrąglone boki oraz niepunktowaną powierzchnię. Epipleury oddzielone są niekompletnymi krawędziami od wierzchu pokryw. Spód tułowia i odwłoka jest nagi, gładki, niepunktowany. Odnóża wszystkich par mają w wewnętrznych kątach goleni dwa duże kolce. Przednia para odnóży ma wyraźnie maczugowate uda z szeregiem długich, żółtych szczecinek na grzbietowej stronie krawędzi tylnej oraz wyraźnym, ostrym kilem na niemal całej długości krawędzi przedniej. Genitalia samca mają dwufalistą nasadę oraz prawie równoległe i na szczycie gwałtownie zwężone boki wierzchołkowego płata tegmenu, rozszerzony ku podstawie nasadowy płat edeagusa oraz S-kształtny w połowie nasadowej, a dalej zakrzywiony ku górze środkowy płat edeagusa.

## Ekologia i występowanie
Owad ten zasiedla piaskowe wydmy terenów pustynnych.
Gatunek palearktyczny, endemiczny dla jemeńskiego archipelagu Sokotra. Znany tylko z południowego wybrzeża Sokotry oraz z Samhy i Darsy.